# Emma Maria Herzig
Emma Maria Herzig, též Emma Marie Herzigová (25. března 1873 Rýnovice – 1. března 1933 Liberec) byla lékařka, československá politička německé národnosti a meziválečná senátorka Národního shromáždění.

## Biografie
Byla dcerou továrníka a vnučkou poslance Frankfurtského parlamentu v roce 1848 Wilhelma Herziga. Soukromě se vzdělávala, maturitu složila v Štýrském Hradci. Vystudovala medicínu na Vídeňské univerzitě a na Univerzitě ve Štýrském Hradci. Roku 1905 získala titul doktora lékařství. Další odborné vzdělání získala ve Štýrském Hradci, Badenu u Vídně, Praze a v Německu. Od roku 1908 byla praktickou lékařkou v Liberci. Specializovala se na ženské choroby a na nervové nemoci. Byla aktivní v ženských spolcích. V letech 1925–1933 byla prezidentkou svazu německých ženských spolků v ČR. Profesí byla lékařkou z Liberce. Byla předsedkyní spolku Deutsche Vereinigung für Mutterschutz und Säuglingsfürsorge se sídlem v Liberci.
V parlamentních volbách v roce 1920 získala za Německou nacionální stranu (DNP) senátorské křeslo v Národním shromáždění. DNP šla do voleb v rámci koalice Německá volební pospolitost (Deutsche Wahlgemeinschaft), v níž se sdružila s Německou národně socialistickou stranou dělnickou. V senátu zasedala do roku 1925.